# Чемпионат СССР по водному поло 1969
XXIX чемпионат СССР по водному поло (XXV чемпионат для клубных команд) проходил со 2 марта по 22 октября 1969 года. Победителем турнира стало московское «Динамо».

## Общая информация
Чемпионат прошёл по новым правилам, утверждённым Федерацией водного поло СССР в феврале 1969 года. Для повышения темпа игры было позаимствовано из баскетбола ограничение по времени на владение мячом: теперь игрокам одной команды разрешалось контролировать мяч без броска по воротам не более 45 секунд. Кроме того, было возвращено правило удаления игрока из воды на 1 минуту за грубую ошибку и введено удаление до конца игры с правом замены за три грубых персональных ошибки (в 1967—1968 годах вместо удаления присуждалось штрафное очко, а после трёх штрафных назначался 4-метровый бросок — пенальти). Замены игроков стали разрешаться не только в перерывах между периодами игры, но и после взятия любых ворот. В официальных международных соревнованиях эти правила начали применяться с 1970 года.
В чемпионате участвовали 10 команд первой группы класса «А», турнир проходил в три круга в девяти городах. Тройка призёров полностью определилась за два тура до конца соревнования и оказалась идентичной прошлогодней: пьедестал заняли московские команды «Динамо», ЦВСК ВМФ и МГУ. Динамовцы под руководством Николая Малина выиграли восьмой чемпионский титул в своей истории. Ко всем восьми победам оказался причастен полузащитник Анатолий Карташов, а защитник Борис Гришин и нападающий Юрий Григоровский в составе «Динамо» стали шестикратными чемпионами страны.
Занявшее в чемпионате последнее место львовское «Динамо» выбыло во вторую группу класса «А», уступив своё место в сильнейшем дивизионе подмосковному «Локомотиву».

## Турнирная таблица
|                          | 1           | 2            | 3           | 4           | 5           | 6           | 7           | 8            | 9           | 10          | И  | В  | Н | П  | М       | О  |
| ------------------------ | ----------- | ------------ | ----------- | ----------- | ----------- | ----------- | ----------- | ------------ | ----------- | ----------- | -- | -- | - | -- | ------- | -- |
| 1. «Динамо» (Москва)     |             | 4:2 2:2 5:4  | 2:4 3:2 3:2 | 6:4 5:3 4:2 | 5:4 3:3 6:3 | 6:3 2:1 6:4 | 9:4 8:4 6:3 | 4:3 5:3 6:2  | 5:1 5:4 5:4 | 4:2 8:5 1:3 | 27 | 23 | 2 | 2  | 128:81  | 48 |
| 2. ЦВСК ВМФ (Москва)     | 2:4 2:2 4:5 |              | 4:4 5:1 4:5 | 3:5 6:3 7:3 | 5:2 5:4 6:4 | 5:2 4:2 5:0 | 8:1 7:2 5:4 | 4:2 8:4 10:6 | 9:3 3:1 9:7 | 9:3 8:3 5:2 | 27 | 21 | 2 | 4  | 152:84  | 44 |
| 3. МГУ (Москва)          | 4:2 2:3 2:3 | 4:4 1:5 5:4  |             | 5:5 4:4 3:2 | 2:2 3:2 4:4 | 6:5 5:3 2:2 | 8:4 8:3 4:5 | 3:2 7:6 4:3  | 5:4 3:4 7:3 | 6:3 3:3 3:3 | 27 | 14 | 8 | 5  | 113:93  | 36 |
| 4. «Торпедо» (Москва)    | 4:6 3:5 2:4 | 5:3 3:6 3:7  | 5:5 4:4 2:3 |             | 3:1 5:5 4:3 | 4:3 5:4 6:7 | 4:5 7:4 1:4 | 6:5 3:3 5:4  | 4:3 2:2 2:3 | 4:3 3:1 4:3 | 27 | 12 | 5 | 10 | 103:106 | 29 |
| 5. «Динамо» (Тбилиси)    | 4:5 3:3 3:6 | 2:5 4:5 4:6  | 2:2 2:3 4:4 | 1:3 5:5 3:4 |             | 5:3 2:4 6:7 | 6:4 5:4 3:1 | 5:6 1:2 6:2  | 6:4 5:3 5:3 | 5:5 2:5 5:4 | 27 | 9  | 5 | 13 | 104:108 | 23 |
| 6. «Балтика» (Ленинград) | 3:6 1:2 4:6 | 2:5 2:4 0:5  | 5:6 3:5 2:2 | 3:4 4:5 7:6 | 3:5 4:2 7:6 |             | 8:5 2:2 5:4 | 3:3 3:2 4:3  | 4:5 3:4 3:3 | 5:5 4:6 5:2 | 27 | 8  | 5 | 14 | 99:113  | 21 |
| 7. «Динамо» (Алма-Ата)   | 4:9 4:8 3:6 | 1:8 2:7 4:5  | 4:8 3:8 5:4 | 5:4 4:7 4:1 | 4:6 4:5 1:3 | 5:8 2:2 4:5 |             | 5:6 5:6 4:3  | 4:3 7:2 4:3 | 6:7 5:5 6:4 | 27 | 8  | 2 | 17 | 109:143 | 18 |
| 8. «Динамо» (Киев)       | 3:4 3:5 2:6 | 2:4 4:8 6:10 | 2:3 6:7 3:4 | 5:6 3:3 4:5 | 6:5 2:1 2:6 | 3:3 2:3 3:4 | 6:5 6:5 3:4 |              | 5:4 3:3 1:3 | 5:3 6:1 3:4 | 27 | 7  | 3 | 17 | 99:119  | 17 |
| 9. ККФ (Баку)            | 1:5 4:5 4:5 | 3:9 1:3 7:9  | 4:5 4:3 3:7 | 3:4 2:2 3:2 | 4:6 3:5 3:5 | 5:4 4:3 3:3 | 3:4 2:7 3:4 | 4:5 3:3 3:1  |             | 6:5 3:2 2:3 | 27 | 7  | 3 | 17 | 90:119  | 17 |
| 10. «Динамо» (Львов)     | 2:4 5:8 3:1 | 3:9 3:8 2:5  | 3:6 3:3 3:3 | 3:4 1:3 3:4 | 5:5 5:2 4:5 | 5:5 6:4 2:5 | 7:6 5:5 4:6 | 3:5 1:6 4:3  | 5:6 2:3 3:2 |             | 27 | 6  | 5 | 16 | 95:126  | 17 |

## Матчи
Первый круг

Баку, бассейн СКА
2 марта
- «Торпедо» — «Динамо» К — 6:5
- «Динамо» М — ККФ — 5:1

3 марта
- «Динамо» М — «Динамо» К — 4:3
- МГУ — «Торпедо» — 5:5

4 марта
- МГУ — «Динамо» М — 4:2
- «Динамо» К — ККФ — 5:4

5 марта
- МГУ — ККФ — 5:4
- «Динамо» М — «Торпедо» — 6:4

6 марта
- МГУ — «Динамо» К — 3:2
- «Торпедо» — ККФ — 4:3

Тбилиси, республиканский бассейн
2 марта
- ЦВСК ВМФ — «Динамо» Лв — 9:3
- «Динамо» Тб — «Динамо» А-А — 6:4

3 марта
- ЦВСК ВМФ — «Динамо» А-А — 8:1
- «Балтика» — «Динамо» Лв — 5:5

4 марта
- «Балтика» — «Динамо» А-А — 8:5
- ЦВСК ВМФ — «Динамо» Тб — 5:2

5 марта
- «Динамо» Тб — «Балтика» — 5:3
- «Динамо» Лв — «Динамо» А-А — 7:6

6 марта
- ЦВСК ВМФ — «Балтика» — 5:2
- «Динамо» Тб — «Динамо» Лв — 5:5

Горький
16 марта
- ЦВСК ВМФ — МГУ — 4:4
- «Торпедо» — «Динамо» Тб — 3:1
- «Динамо» М — «Динамо» А-А — 9:4
- ККФ — «Динамо» Лв — 6:5
- «Динамо» К — «Балтика» — 3:3

17 марта
- «Динамо» А-А — ККФ — 4:3
- «Динамо» К — «Динамо» Лв — 5:3
- «Торпедо» — ЦВСК ВМФ — 5:3
- МГУ — «Балтика» — 6:5
- «Динамо» М — «Динамо» Тб — 5:4

18 марта
- «Торпедо» — «Балтика» — 4:3
- «Динамо» М — ЦВСК ВМФ — 4:2
- «Динамо» Тб — ККФ — 6:4
- МГУ — «Динамо» Лв — 6:3
- «Динамо» К — «Динамо» А-А — 6:5

20 марта
- «Динамо» К — «Динамо» Тб — 6:5
- МГУ — «Динамо» А-А — 8:4
- «Торпедо» — «Динамо» Лв — 4:3
- «Динамо» М — «Балтика» — 6:3
- ЦВСК ВМФ — ККФ — 9:3

21 марта
- «Динамо» М — «Динамо» Лв — 4:2
- ККФ — «Балтика» — 5:4
- «Динамо» А-А — «Торпедо» — 5:4
- ЦВСК ВМФ — «Динамо» К — 4:2
- МГУ — «Динамо» Тб — 2:2

Второй круг

Киев, бассейн КВО
2 апреля
- «Динамо» К — «Торпедо» — 3:3
- «Динамо» М — ККФ — 5:4

3 апреля
- «Динамо» М — «Динамо» К — 5:3
- МГУ — «Торпедо» — 4:4

4 апреля
- «Динамо» М — МГУ — 3:2
- «Динамо» К — ККФ — 3:3

5 апреля
- ККФ — МГУ — 4:3
- «Динамо» М — «Торпедо» — 5:3

6 апреля
- ККФ — «Торпедо» — 2:2
- МГУ — «Динамо» К — 7:6

Ленинград, бассейн СКА
2 апреля
- «Динамо» Тб — «Динамо» А-А — 5:4
- ЦВСК ВМФ — «Динамо» Лв — 8:3

3 апреля
- ЦВСК ВМФ — «Динамо» А-А — 7:2
- «Динамо» Лв — «Балтика» — 6:4

4 апреля
- «Балтика» — «Динамо» А-А — 2:2
- ЦВСК ВМФ — «Динамо» Тб — 5:4

5 апреля
- «Балтика» — «Динамо» Тб — 4:2
- «Динамо» Лв — «Динамо» А-А — 5:5

6 апреля
- «Динамо» Лв — «Динамо» Тб — 5:2
- ЦВСК ВМФ — «Балтика» — 4:2

Львов, бассейн «Динамо»
16 апреля
- ЦВСК ВМФ — МГУ — 5:1
- «Динамо» Тб — «Торпедо» — 5:5
- «Динамо» М — «Динамо» А-А — 8:4
- ККФ — «Динамо» Лв — 3:2
- «Балтика» — «Динамо» К — 3:2

17 апреля
- «Динамо» А-А — ККФ — 7:2
- «Динамо» К — «Динамо» Лв — 6:1
- ЦВСК ВМФ — «Торпедо» — 6:3
- МГУ — «Балтика» — 5:3
- «Динамо» М — «Динамо» Тб — 3:3

18 апреля
- «Торпедо» — «Балтика» — 5:4
- ЦВСК ВМФ — «Динамо» М — 2:2
- «Динамо» Тб — ККФ — 5:3
- «Динамо» Лв — МГУ — 3:3
- «Динамо» К — «Динамо» А-А — 6:5

20 апреля
- «Динамо» К — «Динамо» Тб — 2:1
- МГУ — «Динамо» А-А — 8:3
- «Торпедо» — «Динамо» Лв — 3:1
- «Динамо» М — «Балтика» — 2:1
- ЦВСК ВМФ — ККФ — 3:1

21 апреля
- «Динамо» М — «Динамо» Лв — 8:5
- ККФ — «Балтика» — 4:3
- «Торпедо» — «Динамо» А-А — 7:4
- ЦВСК ВМФ — «Динамо» К — 8:4
- МГУ — «Динамо» Тб — 3:2

Третий круг

Минск
4 октября
- «Торпедо» — «Динамо» К — 5:4
- «Динамо» М — ККФ — 5:4

5 октября
- «Динамо» М — «Динамо» К — 6:2
- МГУ — «Торпедо» — 3:2

6 октября
- «Динамо» М — МГУ — 3:2
- ККФ — «Динамо» К — 3:1

7 октября
- МГУ — ККФ — 7:3
- «Динамо» М — «Торпедо» — 4:2

8 октября
- ККФ — «Торпедо» — 3:2
- МГУ — «Динамо» К — 4:3

Алма-Ата
4 октября
- ЦВСК ВМФ — «Динамо» Лв — 5:2
- «Динамо» Тб — «Динамо» А-А — 3:1

5 октября
- «Балтика» — «Динамо» Лв — 5:2
- ЦВСК ВМФ — «Динамо» А-А — 5:4

6 октября
- ЦВСК ВМФ — «Динамо» Тб — 6:4
- «Балтика» — «Динамо» А-А — 5:4

7 октября
- «Балтика» — «Динамо» Тб — 7:6
- «Динамо» А-А — «Динамо» Лв — 6:4

8 октября
- ЦВСК ВМФ — «Балтика» — 5:0
- «Динамо» Тб — «Динамо» Лв — 5:4

Москва, бассейн «Октябрь»
17 октября
- «Балтика» — «Динамо» К — 4:3
- МГУ — ЦВСК ВМФ — 5:4
- «Динамо» Лв — ККФ — 3:2
- «Динамо» М — «Динамо» А-А — 6:3
- «Торпедо» — «Динамо» Тб — 4:3

18 октября
- «Динамо» А-А — ККФ — 4:3
- «Динамо» Лв — «Динамо» К — 4:3
- ЦВСК ВМФ — «Торпедо» — 7:3
- «Балтика» — МГУ — 2:2
- «Динамо» М — «Динамо» Тб — 6:3

19 октября
- МГУ — «Динамо» Лв — 3:3
- «Динамо» А-А — «Динамо» К — 4:3
- «Балтика» — «Торпедо» — 7:6
- «Динамо» Тб — ККФ — 5:3
- «Динамо» М — ЦВСК ВМФ — 5:4

21 октября
- «Торпедо» — «Динамо» Лв — 4:3
- «Динамо» А-А — МГУ — 5:4
- «Динамо» Тб — «Динамо» К — 6:2
- «Динамо» М — «Балтика» — 6:4
- ЦВСК ВМФ — ККФ — 9:7

22 октября
- «Динамо» Лв — «Динамо» М — 3:1
- «Балтика» — ККФ — 3:3
- «Динамо» Тб — МГУ — 4:4
- ЦВСК ВМФ — «Динамо» К — 10:6
- «Динамо» А-А — «Торпедо» — 4:1

## Призёры
«Динамо» (Москва): Олег Бовин, Юрий Григоровский, Борис Гришин, Анатолий Карташов, Александр Родионов, В. Сергеев, Вячеслав Скок, Олег Сулакадзе, Ф. Фёдоров, Гиви Чикваная, Сергей Шевернёв. Тренер — Николай Малин.
 ЦВСК ВМФ: Анатолий Акимов, Виктор Акимов, Вадим Гуляев, Александр Долгушин, Игорь Зингер, Владимир Семёнов, Леонид Тищенко, Евгений Троицкий, Александр Фёдоров, Александр Шидловский. Тренер — Борис Гойхман.
 МГУ: Александр Древаль, Александр Зеленцов, Александр Кабанов, Николай Калашников, Владимир Кузнецов, Николай Мельников, Юрий Митянин, Леонид Осипов, Борис Попов, Игорь Скерис. Тренер — Михаил Рыжак.